# Football Club Malisheva
Actualités
Le Football Club Malisheva est un club de football kosovar fondé en 2016 et basé à Mališevo. En 2025, il évolue au sein de la Superliga du Kosovo.

## Histoire
Le FC Malisheva remporte la seconde division kosovare lors de la saison 2020-2021 et obtient sa montée en Superliga du Kosovo. Lors de la saison 2023-2024, le club termine quatrième et se qualifie pour la Conference League. Après une victoire 1-0 à l'aller face aux monténégrins du  Budućnost Podgorica au premier tour de qualification, Malisheva s'incline finalement au retour sur le score de 3-0.

## Bilan sportif

### Bilan européen
Note : dans les résultats ci-dessous, le score du club est toujours donné en premier.
| Saison    | Compétition      | Tour           | Club                | Domicile | Extérieur | Total |
| --------- | ---------------- | -------------- | ------------------- | -------- | --------- | ----- |
| 2024-2025 | Ligue Conférence | Premier tour Q | Budućnost Podgorica | 1 - 0    | 0 - 3     | 1 - 3 |
| 2025-2026 | Ligue Conférence | Premier tour Q | Víkingur Reykjavik  | 0 - 1    | 0 - 8     | 0 - 9 |

Légende
- Victoire ou qualification pour le tour suivant
- Match nul
- Défaite ou élimination de la compétition